# Kurklinik Stanggaß

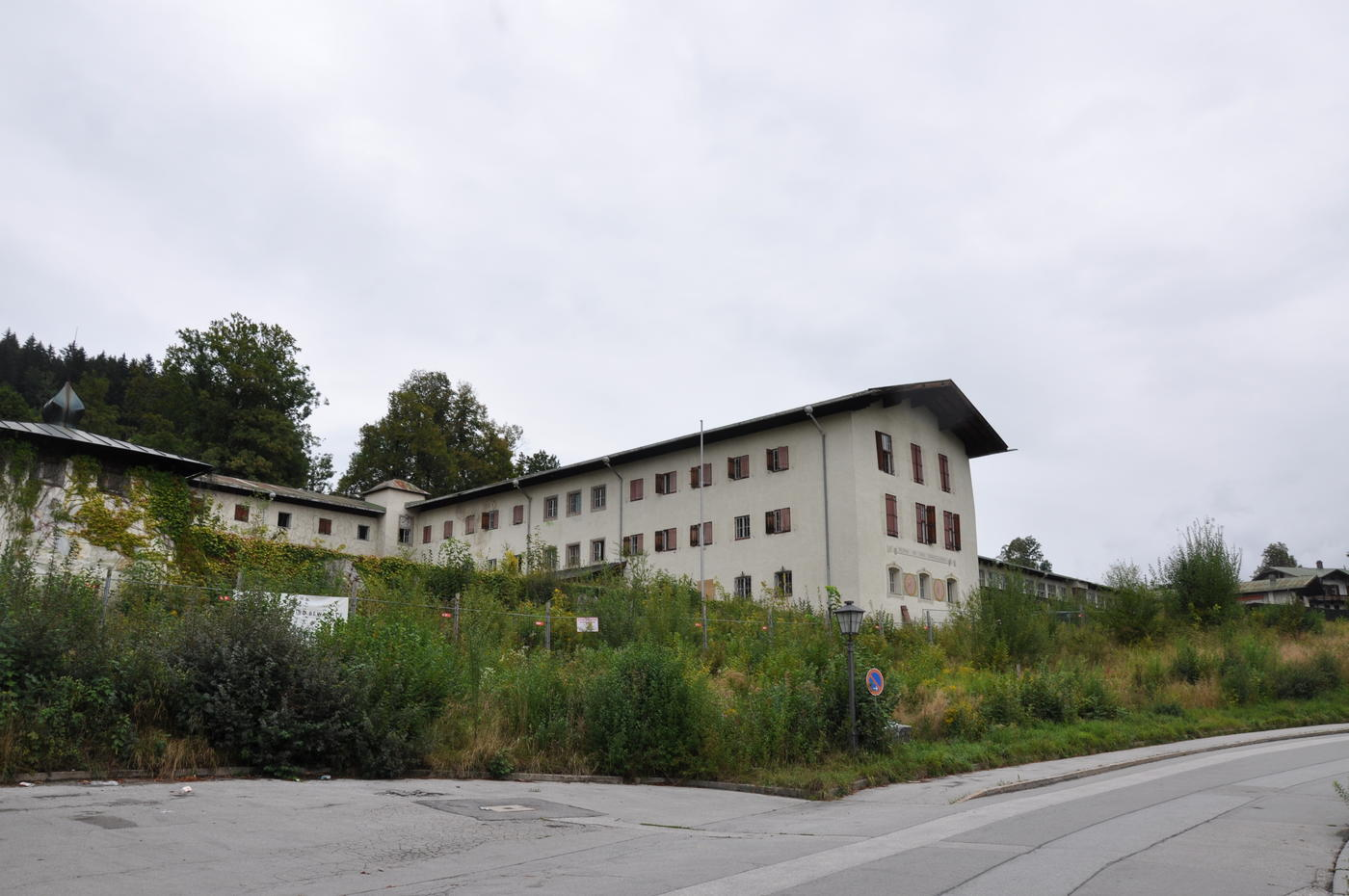
Leerstehende Gebäudeteile der ehem. Klinikanlage in Stanggaß (2018)

Die Kurklinik Stanggaß (auch: Klinik in der Stanggaß Berchtesgaden) ist ein 1938 bis 1942 nach Plänen von Edgar Berge errichtetes Krankenhaus im Ortsteil Stanggaß der Gemeinde Bischofswiesen im Landkreis Berchtesgadener Land. Das Krankenhaus wurde von 1974 bis zu seiner Schließung 1996 als Rehabilitationsklinik genutzt. Benannt nach Dietrich Eckart in Dietrich-Eckart-Krankenhaus, wurde es 1942 während des Zweiten Weltkriegs als Wehrmachtslazarett eröffnet. Nach Ende des Krieges diente es ab 2. Juni 1945 unter den Bezeichnungen Neues Krankenhaus, später Versorgungskrankenhaus, von 1945 bis 1973 als „Versehrtenkrankenhaus“ für Lungenkranke. Ab 1974 in privaten Händen unter der Bezeichnung Kurklinik, ging der Betreiber 1996 in die Insolvenz. Seither liegt die gesamte Anlage brach und verwahrlost.

## Geschichte
Das alte Berchtesgadener Bezirkskrankenhaus (ab 1939 „Kreiskrankenhaus“) litt seit den 1930ern durch die während der NS-Zeit eingeleiteten Großbauten in Obersalzberg sowie der Umgestaltung des Berchtesgadeners Bahnhofsviertels unter einer ständigen Überbelegung. Adolf Hitler verlangte deshalb für das Umfeld seiner Reichskanzlei Dienststelle Berchtesgaden ein zusätzliches, „der Bedeutung des Landes entsprechendes neues Krankenhaus“. Am 6. Mai 1938 erfolgte die Grundsteinlegung in Anwesenheit von Erich Hilgenfeldt, dem Leiter der Nationalsozialistischen Volkswohlfahrt (NSV). Obwohl das Richtfest bereits am 15. Dezember 1939 gefeiert wurde, eröffnete der Gauleiter von München Oberbayern und bayrische Innenminister Adolf Wagner das neue Dietrich–Eckart–Krankenhaus erst am 13. Juni 1942. Die NSV trug die Kosten am Bau und stellte das Pflegepersonal, Eigentümer wurde jedoch die Marktgemeinde Berchtesgaden. Gerühmt als „eine der modernsten nationalsozialistischen Heilstätten“ wurde das Krankenhaus als Wehrmachtslazarett in Betrieb genommen. Eine geplante, die Anlage ergänzende NS-Schwesternschule wurde nicht mehr realisiert.
Nach Kriegsende diente es ab 2. Juni 1945 unter den Bezeichnungen Neues Krankenhaus, später Versorgungskrankenhaus bis 1973 als „Versehrtenkrankenhaus“ für Lungenkranke, anschließend mit einem privaten Betreiber unter der Bezeichnung Kurklinik Stanggaß als Rehabilitationsklinik, in den ersten Jahren insbesondere für Kriegsgeschädigte mit Herz-, Kreislauf-, Bronchial- und Stoffwechselkrankheiten.
1996 ging der Betreiber des Krankenhauses in die Insolvenz und seither steht die Anlage leer. Trotz Stacheldrahtumzäunung setzten sich die Zerstörungen in dem Gebäude fort. 2019 hieß es, dass es Vorplanungen für eine neue Nutzung des Geländes gäbe. Doch noch im Januar 2025 wird über die Anlage trotz Zutrittsverbot als einem viel besuchten Lost Place berichtet.

## Architektur
Architekt des Krankenhauses war der Baurat Edgar Berge. Der Flachbau war für 200 Patienten ausgelegt. Die Krankenzimmer waren alle nach Süden ausgerichtet und mit Balkonen ausgestattet, so dass die Betten in die Sonne geschoben werden konnten.
In einer nicht realisierten Projektbeschreibung des Architekten Andrés Kunze-Sanzana für einen Umbau der Klinik zum „Wellness- und Kurhotel“ von 2010 heißt es zur ursprünglichen Ausstattung: „Das großzügige Gebäude weist die typischen Merkmale einer repräsentativen Architektur seiner Zeit auf, etwa ein Schwimmbad, eine Bücherei, Handmalereien und eine aufwändige Eingangshalle, die aus rotem Untersberg-Marmor errichtet wurde. Es passt sich dem regionalen Baustil an und bietet einen beeindruckenden Blick auf das Bergpanorama.“

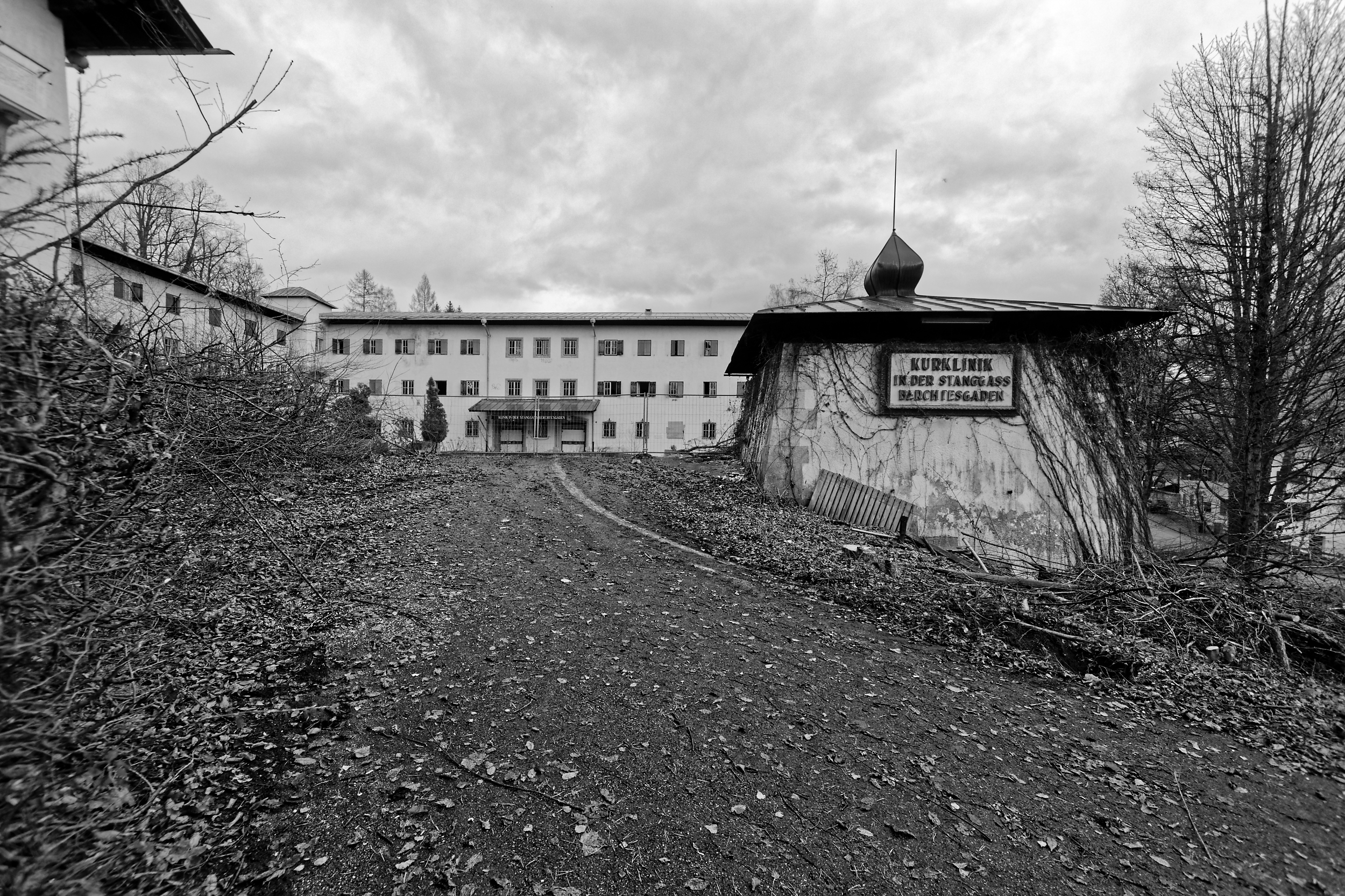
Einfahrt zur Klinik (2016)
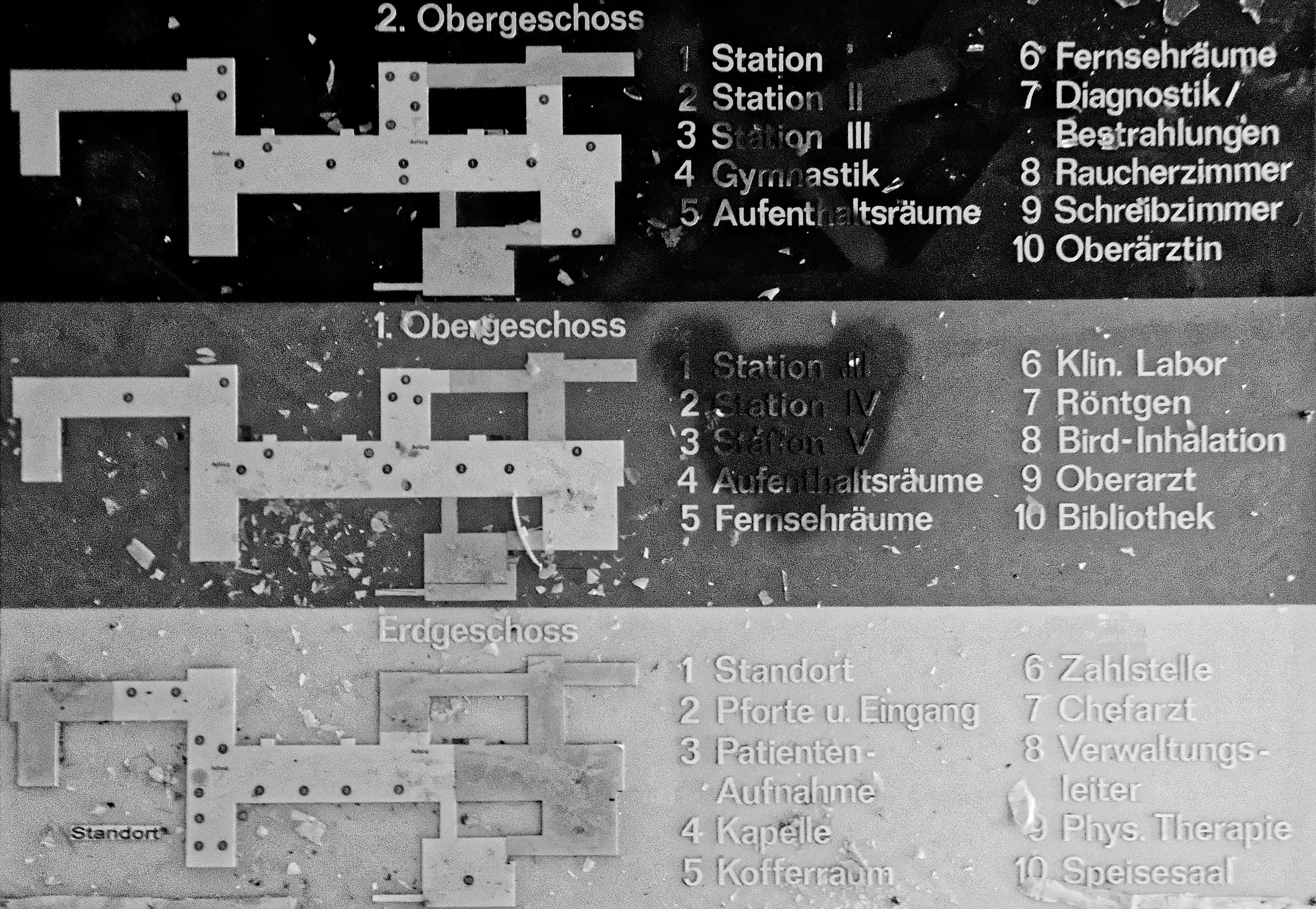
Klinik-Wegweiser (2016)